# Libertatea conducând poporul
Libertatea conducând poporul (în franceză La Liberté guidant le peuple) este o pictură celebră a pictorului Eugène Delacroix.

## Descriere
Acțiunea se petrece la Paris, în fundal, în partea dreaptă se vede catedrala Notre-Dame. Siluetele principale din prim-plan sunt despărțite de restul revoluționarilor printr-un nor de fum. Eugène Delacroix redă în mod realist îmbrăcămintea și personajele. Reprezentantul orășenilor este bărbatul cu joben, îmbrăcat în negru. În mulțime, în plan secund, se vede pălăria în colțuri a studentului de la Politehnică. Băiatul din dreapta femeii simbolizează copilul parizian al străzii, pe care Victor Hugo avea să îl imortalizeze mai târziu în Mizerabilii (1862), sub numele de Gavroche. În partea stângă, bărbatul cu sabie și țăranul de la picioarele lui simbolizează populația Parisului. În felul acesta Delacroix creează o compoziție cu un subtext extrem de sugestiv: întregul popor se ridică împotriva despotismului.

### Realismul tabloului
Și totuși, realismul tuturor personajelor contrastează cu figura centrală a tabloului. Femeia care se cațără pe vârful baricadei este reprezentată în manieră clasică, îmbrăcămintea și poziția în care pozează trimițând la modele antice. Opera nu a fost primită favorabil de critici. Figura care întruchipează libertatea este numită de unii „precupeață”.
Tabloul avea să fie cumpărat de Ludovic Filip, noul rege al Franței, din propriile fonduri, la prețul de 3000 franci. Ulterior, tabloul a fost dăruit nou-înființatului Muzeu Luxembourg, care urma să expună artiști contemporani. Opera lui Delacroix a fost expusă însă numai pentru câteva săptămâni, deoarece guvernul se temea că amintirea sugestivă a confruntărilor de stradă care îl instauraseră putea să stârnească din nou spiritul de protest. Abia în anul 1855, cu ocazia Expoziției Mondiale, publicul a putut în sfârșit să admire capodopera lui Delacroix.
Tabloul a fost vandalizat în 7 februarie 2013, de o femeie de 28 de ani, care a mâzgălit tabloul. Oficialii muzeului au declarat că ar fi vorba de daune superficiale, ușor de reparat.